# Tupaia montana
Tupaia montana — це вид ссавців з роду Tupaiidae. Це ендемік Борнео (Бруней, Індонезія, Малайзія). Цей вид зустрічається лише в передгірних і гірських лісах, але може переносити і порушений ліс. Зареєстрований на висотах від 300 до 3170 метрів.

## Морфологічні особливості
У гірських тупай довгий і пухнастий хвіст або довга загострена морда. T. montana досягають довжини голови та тулуба від 11 до 33 сантиметрів і мають довжину хвоста від 10 до 19 сантиметрів. Колір хутра варіюється від коричневого до темно-коричневого й темно-сідуватого з нечіткою чорною лінією вздовж центру спини, а на животі він значно світліший, ніж решта хутра. Хутро щільне і м'яке. Хвіст сіро-рудий зверху, а знизу більш оливково-жовтий з чорним кінчиком.

## Спосіб життя
Це денний вид. T. montana шукають їжу на землі серед повалених колод і гілок, де харчуються переважно членистоногими. Вони також споживають велику кількість дикорослих фруктів і ягід.

## Загрози й охорона
Загальною загрозою для видів, що живуть у гірському Борнео, є втрата середовища існування через вирубку лісів для сільського господарства, наприклад перетворення гірських лісів на овочеві ферми. Зустрічається в низці природоохоронних територій.